# Dorothy M. Needham
Dorothy Mary Moyle Needham FRS (Londres, 22 de setembre de 1896 - 22 de desembre de 1987) va ser una bioquímica anglesa coneguda pel seu treball sobre la bioquímica del múscul. Va estar casada amb el bioquímic Joseph Needham.

## Biografia
Dorothy Moyle va néixer a Londres, filla del secretari de patents John Thomas Moyle i la seva dona, Ellen Daves. Va assistir al Claremont College, Stockport, una institució dirigida per la seva tia, Agnes Daves i al St Hilary's School, Alderley Edge, abans d'entrar al Girton College de la Universitat de Cambridge. A Girton es va interessar per la química i la bioquímica en particular després d'assistir a les conferències de Frederick Gowland Hopkins. El 1919, després d'acabar els estudis universitaris, en què va obtenir un 3rd Class Honours, es va oferir per una posició de recerca amb Hopkins -un dels pocs líders científics de Cambridge que en aquell moment oferia oportunitats d'investigació per a dones- a l' Institut Sir William Dunn de Bioquímica, Cambridge. El 1923 va guanyar un Màster en Arts i el 1930 un doctorat.
Moyle es va casar amb el seu company bioquímic (Noël) Joseph Terence Montgomery Needham el 13 de setembre de 1924. La parella no va tenir fills.

## Carrera
La primera investigació important de Moyle, en col·laboració amb Dorothy L. Foster, es va centrar en la interconversió de l'àcid làctic i el glicogen en el múscul, recapitulant el treball d'Otto Meyerhof. Després, va estudiar els rols de l'àcid succínic, l'àcid fumàric i l'àcid màlic en el metabolisme muscular, així com les diferències bioquímiques i les relacions entre les vies aeròbiques i anaeròbies. Posteriorment, va treballar en la transferència de fosfats cíclics en la contracció muscular i, amb col·laboradors, va establir per primera vegada una correlació directa de l'estructura i la funció muscular confirmant el 1939 que la miosina, la proteïna contràctil del múscul, es comporta com l'ATPasa enzimàtica (adenosina trifosfatasa).
Durant la Segona Guerra Mundial, Dorothy Moyle va participar en la investigació com a membre del grup de defensa química liderat pel professor Malcolm Dixon pel Ministeri d'Abastament, centrant-se en els efectes de les armes químiques (especialment el gas mostassa) sobre el metabolisme de la pell i la medul·la òssia.
El 1944, el seu marit va ser nomenat conseller científic a l'ambaixada britànica a Txungking (Xina) i Dorothy Moyle el va acompanyar a la Xina, on va ser nomenada directora associada de l'oficina de cooperació Sino-Britànica que es va establir allí. Van tornar a Cambridge el 1945, on va continuar investigant en proteïnes i bioquímica enzimàtica, i va obtenir el títol de Doctora en Ciències. El 1948, va ser elegida membre de la Royal Society (FRS), fent dels Needham la primera parella casada de la Royal Society.
El 1962, va concloure les seves quatre dècades d'investigació en bioquímica muscular amb un estudi de les proteïnes del múscul llis a l'úter.
La seva obra principal: Machina Carnis: The Biochemistry of Muscular Contraction in its Historical Development que detecta tots els desenvolupaments en el camp des de 1600, es va publicar el 1971 i es va publicar de nou en 2010.
Va ser membre honorària del Girton College, Cambridge, cofundadora i membre del Col·legi Lucy Cavendish, de Cambridge, i membre honoraria del Caius College, on va ser la primera, i durant molt de temps, l'única dona.